# Årøsund
Årøsund (även: Aarøsund, tyska: Aarösund) är en tätort i Haderslevs kommun i Region Syddanmark i Danmark. Tätorten har 311 invånare (2024). Den ligger på Jylland, cirka 13,5 kilometer öster om Haderslev. Årøsund ligger vid Lilla Bält.
Bosättningar i området kan med säkerhet dateras tillbaka till järnåldern, men även större fynd av flintredskap visar på att området varit bebott länge.
Vid Årøsund ligger Danmarks största campingplats, Gammelbro camping, som har plats för omkring 900 övernattande gäster, och som ligger ett par kilometer från hamnen.

## Bildgalleri

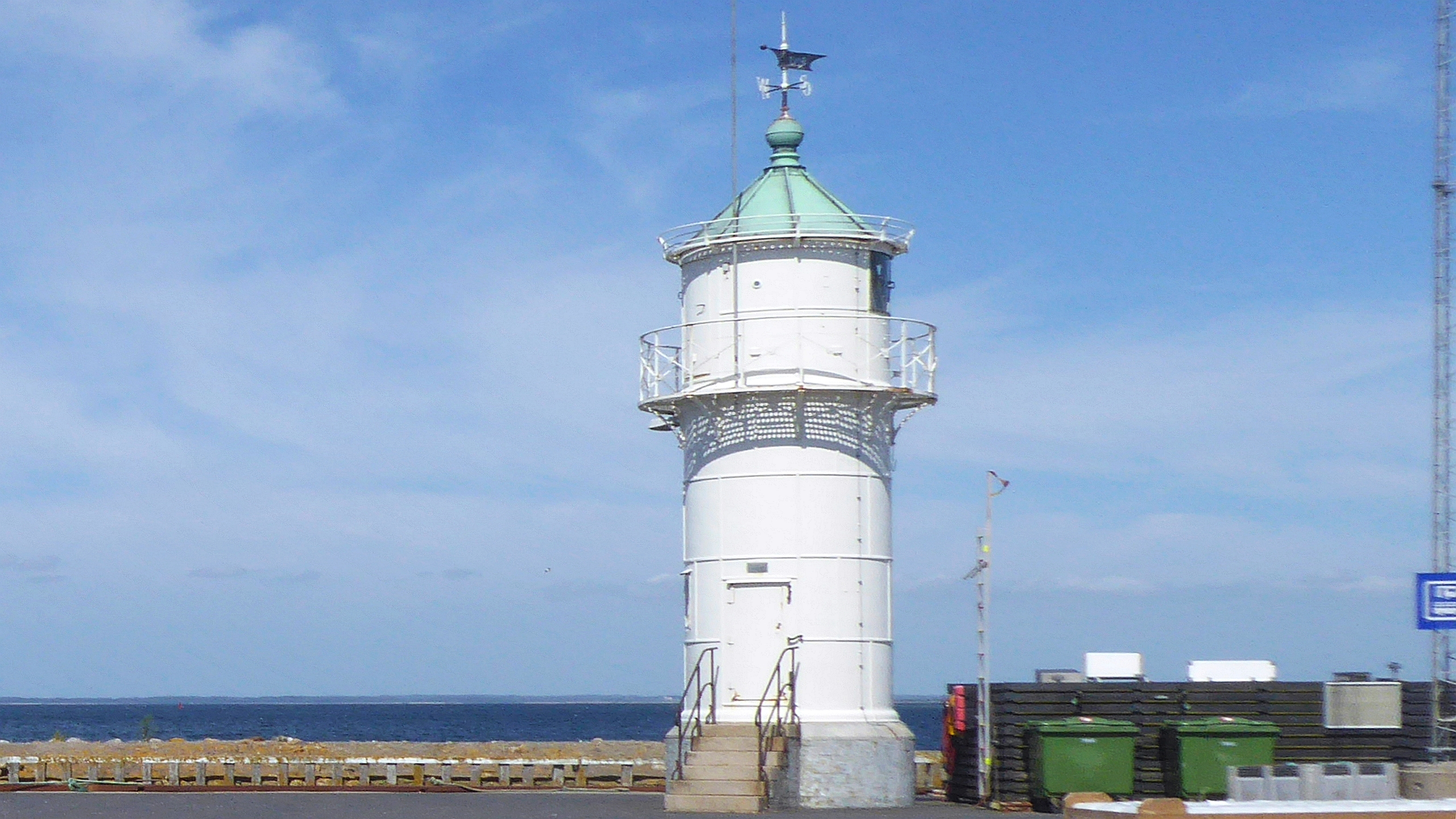
Årøsunds fyr (stålkonstruktion) från 1905 vid Årøsunds hamn.
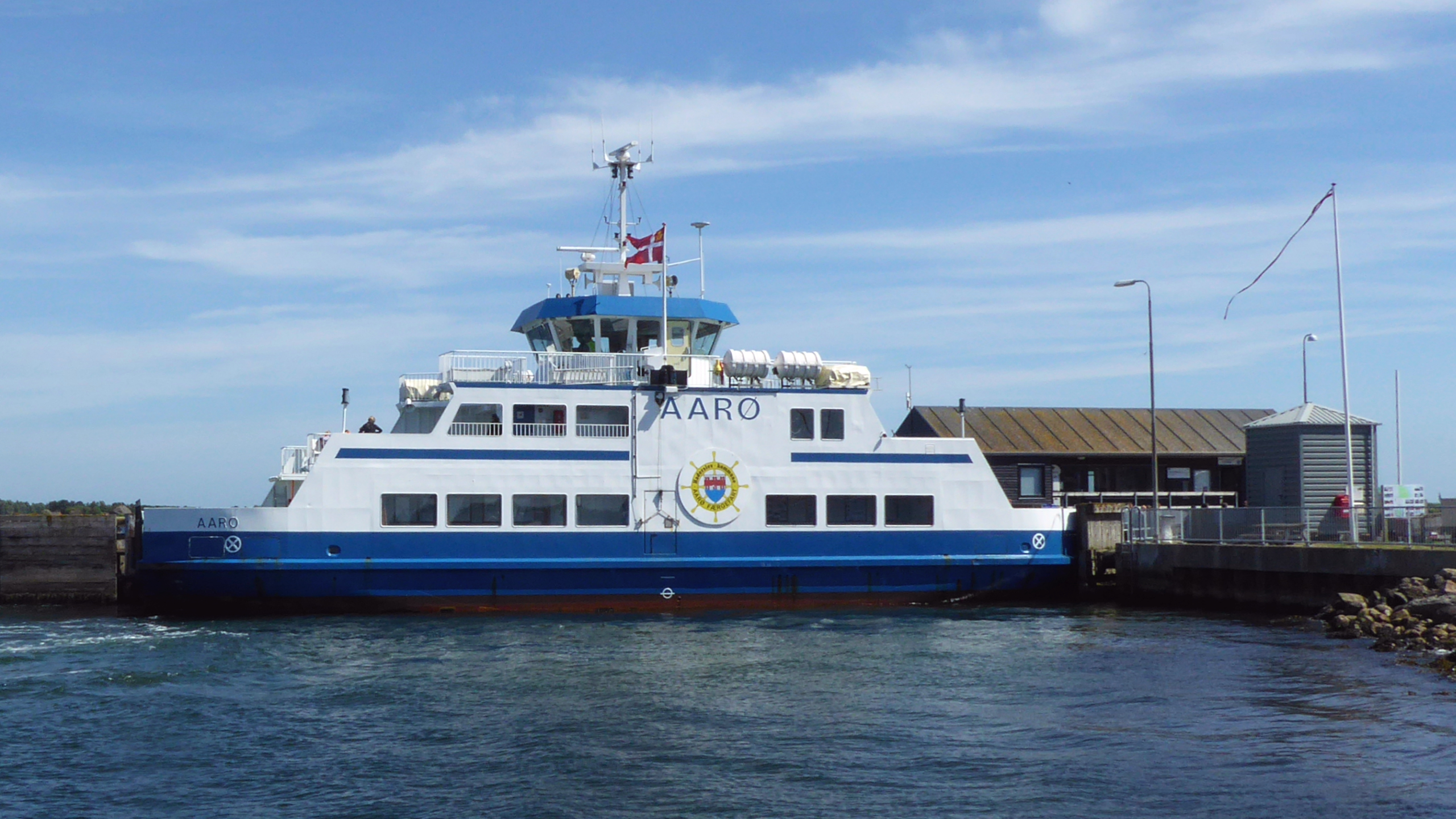
Färjan till Årø vid bryggan i Årøsunds hamn.
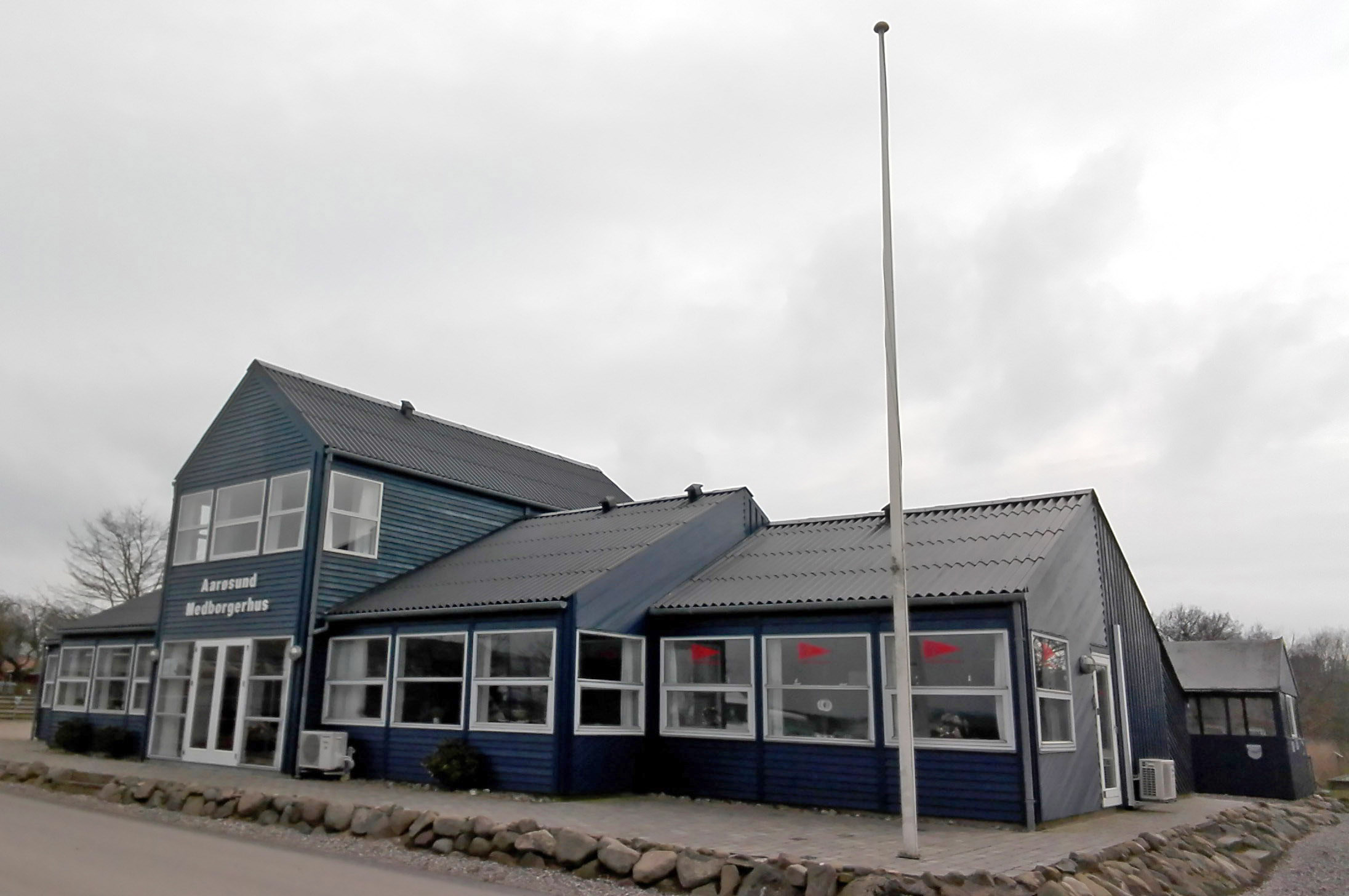
Medborgarhuset i Årøsund.